# Rivière Belley
Rivière Belley är ett vattendrag i Kanada.   Det ligger i provinsen Québec, i den östra delen av landet, 500 km nordost om huvudstaden Ottawa.
I omgivningarna runt Rivière Belley växer i huvudsak blandskog. Runt Rivière Belley är det glesbefolkat, med 13 invånare per kvadratkilometer.